# 室孝次郎

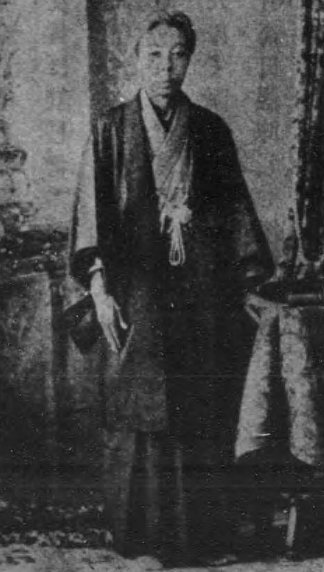
室孝次郎

室 孝次郎（むろ こうじろう、天保10年9月14日（1839年10月20日） - 明治36年（1903年）6月21日）は、日本の政治家。衆議院議員（立憲改進党→進歩党→憲政党→憲政本党）、愛媛県知事。名は方義、字は子成、号は桜蔭。

## 経歴
越後国高田本誓寺町（現在の新潟県上越市）の商人市郎右衛門の長男。慶応2年（1866年）、京に上って勤王の志士たちと交わった。戊辰戦争中の明治元年（1868年）7月、新政府軍が高田に入ると、北陸道官軍御用掛を務め、さらに親兵隊に属して戦闘に参加した。
明治3年（1870年）には高田藩の民政属吏聴訟断獄掛、ついで藩校助教授を務めた。廃藩置県後は高田病院の建設に尽力し、明治8年（1875年）には彌彦神社宮司に任じられたが、翌年辞任した。明治11年（1878年）、第8大区長に任命され、高田中学校（現在の新潟県立高田高等学校）校長を兼ねた。翌年、西頸城郡長となり、信越鉄道の建設に尽力した。
明治14年（1881年）、鈴木昌司らとともに頸城三郡自由党を結成するが、板垣退助の自由党との接近に反対し、翌年に離党。大隈重信が立憲改進党を結成すると、上越立憲改進党を結成してこれに応じた。
明治23年（1890年）、第1回衆議院議員総選挙に当選。以後、5期にわたって議員を務めた。明治29年（1896年）に大隈が第2次松方内閣に外務大臣として入閣すると、多くの進歩党議員が政府に登用され、室も翌年4月に愛媛県の知事に任命された。しかし11月に大隈が辞任すると、室もまた辞任した。

## 栄典
- 1897年（明治30年）5月31日 - 正五位[1]